# Tmesisternus jaspideus
Tmesisternus jaspideus är en skalbaggsart som beskrevs av Jean Baptiste Boisduval 1835. Tmesisternus jaspideus ingår i släktet Tmesisternus och familjen långhorningar.
Artens utbredningsområde är Irian Jaya. Inga underarter finns listade i Catalogue of Life.